# Nưa thân rễ
Nưa thân rễ (danh pháp khoa học: Amorphophallus rhizomatosus) là một loài thực vật có hoa trong họ Ráy (Araceae). Loài này được Hett. mô tả khoa học đầu tiên năm 1994.